# Trentepohlia (Mongoma) fortis
Trentepohlia (Mongoma) fortis is een tweevleugelige uit de familie steltmuggen (Limoniidae). De soort komt voor in het Oriëntaals gebied.